# Квашук Віталій Олегович
Віталій Олегович Квашук (нар. 1 квітня 1993, Київ, Україна) — український футболіст, нападник.

## Клубна кар'єра
Вихованець київського «Динамо» й донецького «Металурга». В Українській Прем'єр-Лізі дебютував 1 грудня 2012 року в матчі проти дніпропетровського «Дніпра».
Із червня 2013 року виступав у луганській «Зорі», в основному складі якої дебютував 24 серпня 2014 року в кубковому матчі проти «Кременя», проте в чемпіонаті на поле так і не вийшов.
25 січня 2016 року з'явилася інформація, що Квашук може покинути луганський клуб і перейти в «Торпедо-БелАЗ», у якому на той час перебував на перегляді. 24 лютого офіційно став гравцем жодінського клубу, у складі якого в тому ж сезоні став володарем Кубка Білорусі. У червні 2016 року розірвав угоду з жодінцями.
У липні 2016 року Квашук на правах вільного агента перейшов у донецький «Олімпік», але вже у вересні того ж року за обопільною згодою залишив клуб, жодного разу не зігравши за основну команду.

## Збірна
Захищав кольори юнацьких збірних країни — U-16 (3 гри, 1 гол), U-18 (5 ігор, 1 гол) і U-19 (3 гри).